# Бургер, Вильгельм
Вильгельм Макс Йозеф Иоганн Бургер (нем. Wilhelm Max Josef Johann Burger; 19 мая 1904, Мюнхен, Германская империя — 14 декабря 1979, Дахау, ФРГ) — штурмбаннфюрер СС, руководитель административного отдела концлагеря Освенцим и начальник группы D IV в Главном административно-хозяйственном управлении СС.

## Биография
Вильгельм Бургер родился 19 мая 1904 года в семье адвоката. До 1916 года посещал народную школу в Хенгерсберге. Поскольку Бургер намеревался стать учителем, он два года посещал подготовительную школу в Деггендорфе и продолжил обучение в педагогическом институте в Фюрте. В 1921 году сдал экзамены и стал работать учителем в Эберсберге. В 1924 году из-за недостаточного заработка он уволился и до октября 1926 года был представителем страховой компании. После этого начал самостоятельную коммерческую деятельность в автомобильной промышленности. С начала 1931 и до середины 1932 года был безработным.
1 сентября 1932 года вступил в НСДАП (билет № 1316366) и  СС (№ 47285) и устроился на работу в отдел бухгалтерии страховой компании Allianz. 22 мая 1935 года развёлся со своей женой еврейского происхождения. 30 января 1935 года стал начальником управления первого моторизованного штандарта СС «Юг». С 1 мая 1935 по 1 октября 1937 года был начальником управления в муниципалитете Мюнхена и затем до октября 1938 года был заместителем начальника управления в учебном лагере в Дахау. Впоследствии был начальником управления в главном административно-хозяйственном управлении в Ораниенбурге.
После начала Второй мировой войны воевал во Франции и до мая 1942 года в СССР в составе 3-й танковой дивизии СС «Мёртвая голова». С 10 июля 1942 по 20 апреля 1943 года был руководителем административного отдела концлагеря Освенцим. Бургер возглавлял группу D IV (инспекция концлагерей) в Главном административно-хозяйственном управлении СС.
После окончания войны приобрёл военно-морскую форму и скрылся под именем Георг Бауэр. Изначально работал у крестьянина в Нижней Баварии. С лета 1946 года был представителем страховой компании в Мюнхене. 11 марта 1947 года был арестован американцами. Выступал свидетелем на Нюрнбергских процессах. 31 января 1948 года был экстрадирован в Польшу. 9 апреля 1952 года суд в Кракове приговорил его к 5 годам лишения свободы. 7 октября 1953 года высший польский суд в Варшаве увеличил срок приговора до 8 лет. 20 мая 1955 года был освобождён и передан ФРГ. С 1 января 1960 и до мая 1964 года был доверенным лицом на баварских литейных заводах. 5 апреля 1965 получил должность в издательстве Riehm в Мюнхене. 16 сентября 1966 года земельным судом Франкфурта-на-Майне приговорен к 8 годам тюремного заключения за закупку пестицида циклон Б, который использовался для уничтожения заключённых. Однако сроки в предварительном заключении и в Польше были зачтены и Бургера отпустили на свободу.